# Parafia Niepokalanego Serca Maryi w Miłkowie
Parafia Niepokalanego Serca Maryi w Miłkowie – parafia rzymskokatolicka, znajdująca się w diecezji sandomierskiej, w dekanacie Szewna.

## Proboszczowie
- ks. Krzysztof Bartkiewicz (2018– )[1][2]